# Hibiscus brachychlaenus
Hibiscus brachychlaenus är en malvaväxtart som beskrevs av Ferdinand von Mueller. Hibiscus brachychlaenus ingår i Hibiskussläktet som ingår i familjen malvaväxter. Inga underarter finns listade i Catalogue of Life.